# Agente de liberação de serotonina-noradrenalina

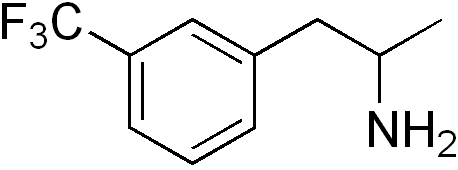
Norfenfluramina, um SNRA

Um agente de liberação de serotonina-noradrenalina (SNRA, do inglês: serotonin-norepinephrine releasing agent) é uma classe de droga que induz a liberação dos neurotransmissores serotonina e noradrenalina nas sinapses do sistema nervoso central (SNC). Esses agentes aumentam as concentrações extracelulares dessas monoaminas ao estimular sua liberação a partir das sinapses cerebrais.
Apenas alguns SNRAs são conhecidos, como norfenfluramina, (R)-MDMA, MBDB [en] e MDAI [en]. A fenfluramina produz norfenfluramina como principal metabólito ativo e, por isso, atua como um SNRA de forma indireta.
Uma classe de drogas intimamente relacionada são os inibidores de recaptação de serotonina-noradrenalina (ISRN).